# Streptocarpus prolixus
Streptocarpus prolixus är en tvåhjärtbladig växtart som beskrevs av Charles Baron Clarke. Streptocarpus prolixus ingår i släktet Streptocarpus och familjen Gesneriaceae. Inga underarter finns listade i Catalogue of Life.

## Bildgalleri

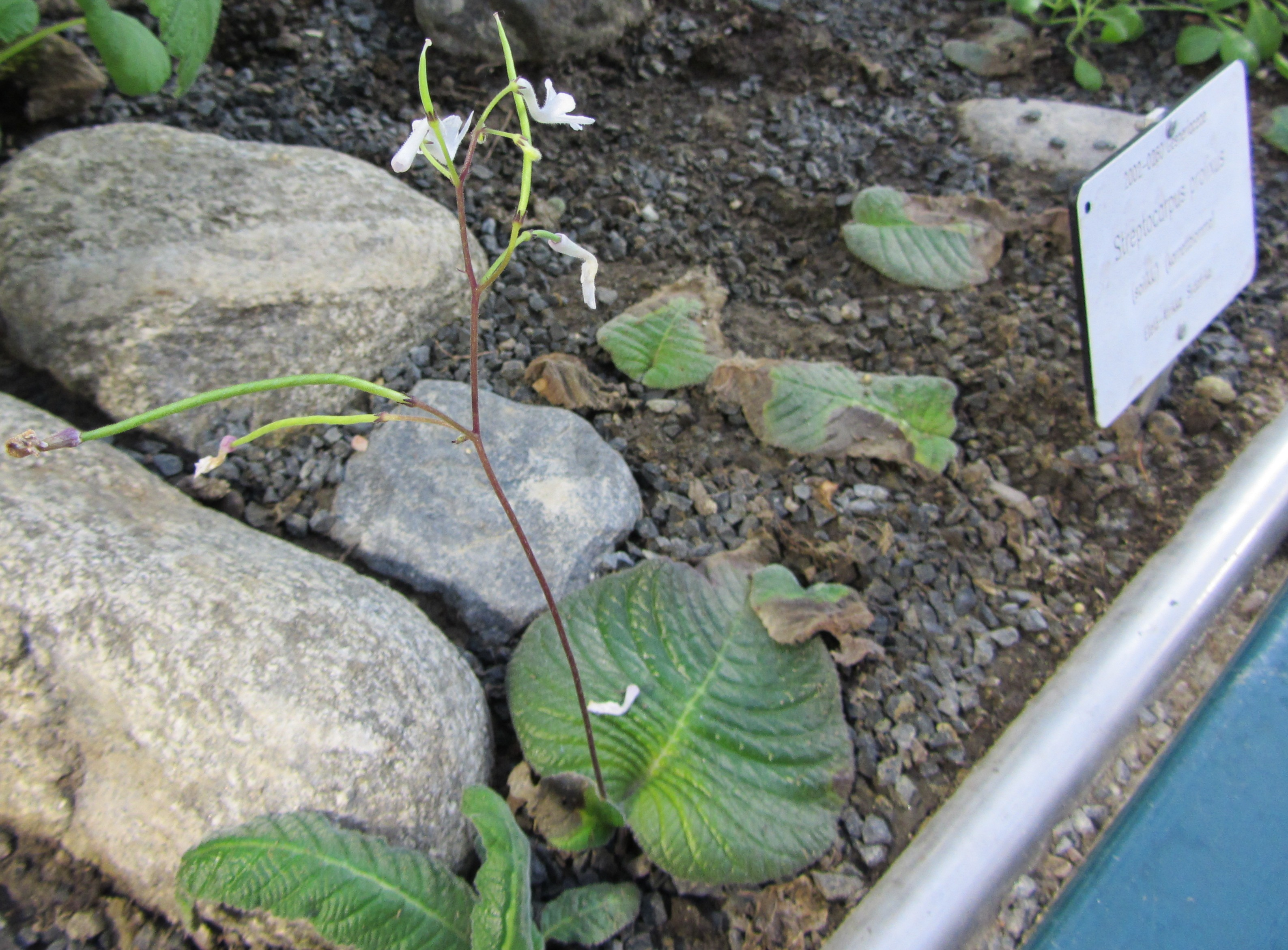
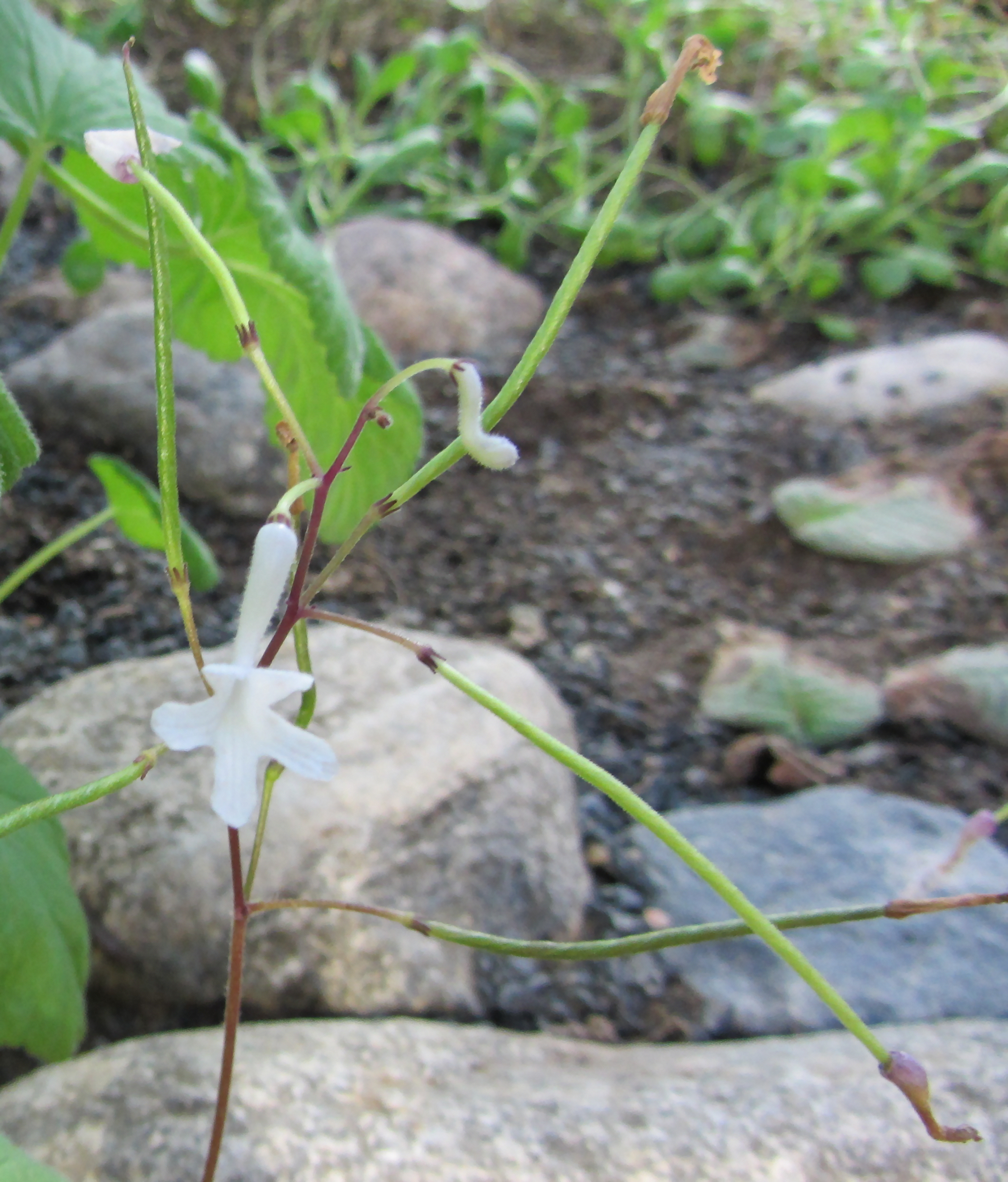
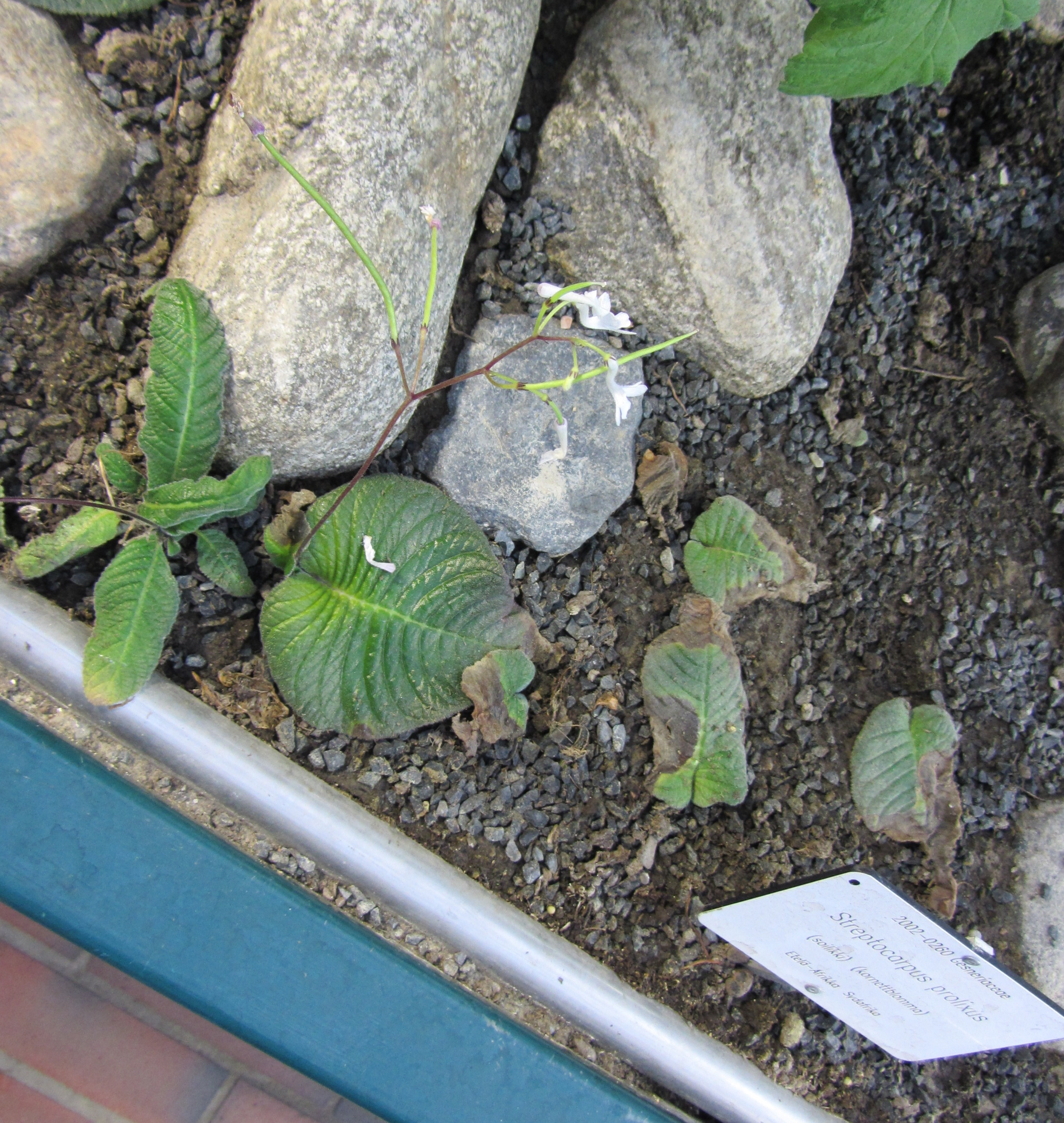